# Бургов, Вячеслав Алексеевич
Вячеслав Алексеевич Бургов — советский учёный, д.т. н., профессор, специалист в области кино и телевизионной техники. В результате деятельности В. А. Бургова звуковое кино и звукозапись кинофильмов были выделены в самостоятельное научно-техническое направление.

## Биография
- Родился 30 апреля 1908 года;
- В 1925—1930 гг. — работает на киностудии «Ленфильм»;
- 1931 год — окончил Ленинградский кинофототехникум, и экстерном Комбинат Высшей и Средней кинотехники (впоследствии ЛИКИ);
- С 1933 года начал педагогическую деятельность в ЛИКИ;
- В 1936 году — стажировка в Голливуде в составе группы советских специалистов под. рук. инженера А. Ф. Шорина и кинорежиссёра Александра Эйзенштейна;
- В 1936—1940 гг. — работает на Ленинградском заводе киноаппаратуры (Ленкинап); звукооператор в картине Большие крылья (1937 год);
- В 1938 году — защита кандидатской диссертации, получение должности зав. кафедрой звукотехники ЛИКИ;
- Конец 1950-х гг. — работа над исследованием областей связи кино и телевидения, становится руководителем научного направления по разработке ТВ системы повышенной четкости изображения для кинематографии. Создал макет рабочей кинотелевизионной системы;
- Вторая половина 1960-х — 1970-е гг. — исследование физики процессов записи и воспроизведения звука на магнитном носителе, создание новой учебной дисциплины;
- 1971 год — по инициативе Бургова в ЛИКИ появляется направление кинотелевизионной техники и создаётся одноимённая кафедра;
- 1980-е гг. — 1991 год — преподавательская деятельность в ЛИКИ;
- В 1991 году вышел на пенсию.

Вячеслав Алексеевич работал и в области слухового и зрительного восприятия фильмов. Помимо науки, увлекался фотографией, моделями фотоаппаратов, книгами, автомашинами. Создал собственный курс обучения теории вождения.

## Награды и звания
- орден «Знак Почёта» (14.04.1944)
- заслуженный деятель науки и техники РСФСР
- член Союза кинематографистов СССР;
- Почётный член УНИАТЕК (Союза кинотехнических ассоциаций мира);
- член научно-технического совета ГОСКИНО СССР;
- член редколлегии отраслевого журнала «Техника кино и телевидения»;
- делегат нескольких съездов Союза кинематографистов СССР.

## Работы
- Бургов В. А. Оптическая запись звука. Под ред. П. Тагер и М. Мошонкина. — М.-Л.: Искусство, 1937, 383 с., ил. УДК 681.846.5(G)
- Бургов В. А. Светомодулирующая система с зеркальным гальванометром. — М., 1947, (1-я тип. Трансжелдориздата), 252 с., ил.
- Бургов В. А. Интенсивный фотографический метод звукопередачи — М.: Госкиноиздат, 1949 (Ленинград: тип. им. Евг. Соколовой), 125 [5] с., ил.
- Бургов В. А. Основы записи и воспроизведения звука: учебное пособие для вузов. — М.: Искусство, 1954, 704 с., 3 л. табл. : ил., табл. УДК 681.846.5(G)
- Магнитная запись звуков: Сб. переводных материалов / Сост., ред. В. А. Бургов. — М.: Искусство, 1956. — 398 с., ил.
- Кинотелевизионная техника: Сб. переводных материалов / пер. И. В. Истомина; сост., ред., [и авт. вступ. статьи, с. 3-82] В. А. Бургов. — М.: Искусство, 1959, 384 с., ил.
- Электроакустика и звукотехника: Сб. статей / [Ред. коллегия: д. т. н., проф. В. А. Бургов (глав. ред.) и др.]. — Труды Ленингр. ин-та киноинженеров / Гос. ком. СМ СССР по кинематографии; Вып. 10. — Л.: [б. и.], 1964. — 151 с., ил.
- Бургов В. А. Основы кинотелевизионной техники. — М.: Искусство, 1964, 613 с., ил.
- Бургов В. А. Физика магнитной звукозаписи. — М.: Искусство, 1973, 495 с., ил.
- Проблемы звукотехники. Сб. статей / [Ред. коллегия: … д. т. н. В. А. Бургов (отв. ред.) и др.], Гос. ком. СМ СССР по кинематографии. Труды Ленингр. ин-та киноинженеров. Электротехн. фак.; Вып. 31. — Л.: ЛИКИ, 1977, 165 с., ил.
- Бургов В. А. Механическая запись, конспект лекций. — Л.: ЛИКИ, 1983
- Бургов В. А. Теория фонограмм: учеб. пособие для вузов. — М.: Искусство, 1984
- Бургов В. А. Зрительное восприятие кинофильма: учеб. пособие. — Л.: ЛИКИ, 1986
- Бургов В. А. Слухо-зрительное восприятие кинофильма: учеб. пособие. — Л.: ЛИКИ, 1988, 42 с., ил.
- Бургов В. А. Психофизика кинопоказа: учеб. пособие. — СПб.: СПбГУКиТ, 1993, 122 с., ил., ISBN 5-85168-142-X